# Tomáš Zíb
Tomáš Zíb (Písek, 31 gennaio 1976) è un ex tennista ceco.
Raggiunge il suo best ranking il 25 luglio 2005 con la 51ª posizione. A livello ATP ha vinto un solo torneo in carriera, in doppio, conquistando l'Open de Tenis Comunidad Valenciana 2006; in quell'occasione in coppia con David Škoch superò in due set i connazionali Lukáš Dlouhý e Pavel Vízner. In coppa Davis ha un record di 2 vittorie e 4 sconfitte, di cui una in doppio.

## Carriera

### 1993-1999
Nel 1993 inizia a partecipare a tornei futures e subito l'anno successivo riesce a raggiungere i quarti di finale del torneo challenger di Prostějov in Repubblica Ceca, dopo aver superato le qualificazioni. Negli anni immediatamente successivi alterna buone prestazioni nei tornei futures e satellite conquistando nel mese di luglio del 1998 la vittoria in due tornei challenger a Tampere in Finlandia e a Istanbul in Turchia. Grazie a questi successi inizia a giocare stabilmente tornei challenger e a partecipare ai tornei di qualificazione dei tornei di massimo livello ATP. Nel torneo ATP Praga del 1999, supera per la prima volta le qualificazioni di un torneo ATP, anche se come lucky loser, e raggiunge il secondo turno superando il russo Marat Safin per poi essere sconfitto dal francese Arnaud Di Pasquale con il punteggio di 4-6, 1-6. Nello stesso anno, a seguito della vittoria del torneo challenger di Graz, entra nel tabellone principale dell'US Open, venendo però sconfitto al primo turno dal bielorusso Maks Mirny.

### 2000-2009
L'anno inizia con la sconfitta al primo turno dell'Australian Open 2000 da parte dell'italiano Gianluca Pozzi con il punteggio di 3-6, 6(7)–7, 7–6(5), 1-6. A questa sconfitta seguiranno nei successivi tornei del Gran Slam tutte sconfitte al primo turno. Nel 2002 conquista i tornei challenger di Eisenach e Hilversum a cui seguiranno, nel 2003 due finali a Košice e a Segovia dove venne sconfitto 2-6, 6(1)–7 da Rafael Nadal. Nel 2006, in coppia con il connazionale David Škoch conquista il suo primo titolo di doppio in tornei ATP vincendo l'Open de Tenis Comunidad Valenciana 2006. Gioca la sua ultima partita nelle qualificazioni del torneo ATP di Gstaad 2009 contro il francese Thierry Ascione.

## Statistiche

### Singolare

#### Vittorie (0)
| Legenda                   |
| Grande Slam (0)           |
| ATP World Tour Finals (0) |
| ATP Masters 1000 (0)      |
| ATP World Tour 500 (0)    |
| ATP World Tour 250 (0)    |
| Challengers (7)           |
| Futures (8)               |

| N. | Data              | Torneo                                  | Superficie  | Avversario in finale | Punteggio           |
| 1. | 16 aprile 1995    | Philippines 2 Satellite W1 1995, Manila | Cemento     | Bae Nam-Ju           | 7-6, 6-4            |
| 2. | 9 marzo 1996      | Philippines Satellite W4 1996, Manila   | Cemento     | Markus Zillner       | 6-3, 6-1            |
| 3. | 24 agosto 1997    | Slovak Rep. Satellite W1 1997, Nitra    | Terra rossa | Filip Kascak         | 6-4, 5-2r           |
| 4. | 7 settembre 1997  | Slovak Rep. Satellite W3 1997, Nitra    | Terra rossa | Petr Kralert         | 4-6, 7-6, 6-2       |
| 5. | 13 settembre 1997 | Slovak Rep. Satellite W4 1997, Nitra    | Terra rossa | Petr Kralert         | 6-3, 6-4            |
| 6. | 30 novembre 1997  | USA 7 Satellite W2 1997, Tucson         | Cemento     | Kacper Cecek         | 6-3, 6-4            |
| 7. | 7 dicembre 1997   | USA 7 Satellite W3 1997, Tucson         | Cemento     | Jim Thomas           | 3-6, 6-4, 7-5       |
| 1. | 26 luglio 1998    | Tampere Open 1998, Tampere              | Terra rossa | Tommi Lenho          | 4-6, 6-2, 7-6       |
| 2. | 2 agosto 1998     | Istanbul Challenger 1998, Istanbul      | Terra rossa | Petr Luxa            | 4-6, 6-2, 6-1       |
| 3. | 18 luglio 1999    | S Tennis Masters Challenger 1999, Graz  | Terra rossa | Juan Carlos Ferrero  | 7-6, 6-1            |
| 8. | 28 aprile 2002    | Germany F1 Futures 2002, Riemerling     | Terra rossa | Jan Weinzierl        | 6-4, 6-1            |
| 4. | 30 giugno 2002    | Eisenach Challenger 2002, Eisenach      | Terra rossa | Olivier Mutis        | 7–6(5), 6-2         |
| 5. | 28 luglio 2002    | Hilversum Challenger 2002, Hilversum    | Terra rossa | Florent Serra        | 7–6(3), 6-1         |
| 6. | 8 agosto 2004     | Poznan Open 2004, Poznań                | Terra rossa | Juan Pablo Brzezicki | 6(4)–7, 7–6(3), 6-3 |
| 7. | 17 aprile 2005    | Bermuda Open 2005, Paget                | Terra verde | Kristof Vliegen      | 6(8)–7, 7–6(6), 6-1 |

#### Sconfitte in finale
| N. | Data              | Torneo                                 | Superficie       | Avversario in finale  | Punteggio        |
| 1. | 27 agosto 1994    | Romania Satellite Week 2 1994, Brașov  | Terra rossa      | Patrick Nestler       | 1-6, 2-6         |
| 2. | 22 ottobre 1995   | Chile Satellite W3 1995, Villa Alemana | Terra rossa      | Jacobo Diaz-Ruiz      | 0-6, 3-6         |
| 1. | 6 giugno 1999     | Franken Challenge, 1999, Fürth         | Terra rossa      | Ronald Agénor         | 2-6, 6-7         |
| 2. | 14 luglio 2002    | Oberstaufen Cup 2002, Oberstaufen      | Terra rossa      | Nicolas Thomann       | 6(6)–7, 4-6      |
| 3. | 6 luglio 2003     | Kosice Challenger 2003, Košice         | Terra rossa      | Ruben Ramirez-Hidalgo | 3-6, 6-4, 4-6    |
| 4. | 3 agosto 2003     | Open Castilla y León 2003, Segovia     | Cemento          | Rafael Nadal          | 2-6, 6(1)–7      |
| 5. | 29 gennaio 2006   | Heilbronn Challenger 2006, Heilbronn   | Sintetico indoor | Robin Söderling       | 1-6, 4-6         |
| 6. | 12 febbraio 2006  | Wrocław Open 2006, Breslavia           | Cemento indoor   | Lukáš Dlouhý          | 6(2)–7, 6-2, 3-6 |
| 7. | 19 novembre 2006  | Tali Open 2006, Helsinki               | Cemento indoor   | Michael Berrer        | 2-6, 6-3, 3-6    |
| 8. | 11 febbraio 2007  | Wrocław Open 2007, Breslavia           | Cemento indoor   | Werner Eschauer       | 7-5, 4-6, 4-6    |
| 9. | 30 settembre 2007 | ATP Challenger Trophy 2007, Trnava     | Terra rossa      | Jan Hernych           | 3-6, 6-3, 4-6    |

### Doppio

#### Vittorie (1)
| Legenda doppio            |
| Grande Slam (0)           |
| ATP World Tour Finals (0) |
| ATP Masters 1000 (0)      |
| ATP World Tour 500 (0)    |
| ATP World Tour 250 (1)    |
| Challengers (4)           |
| Futures (2)               |

| N. | Data             | Torneo                                            | Superficie  | Compagno            | Avversari in finale                    | Punteggio            |
| 1. | 28 maggio 1995   | Austria 1 Satellite W2 1995, Kitzbühel            | Terra rossa | Branislav Galik     | Julian Knowle Gerald Mandl             | 2-3r                 |
| 2. | 4 giugno 1995    | Austria 1 Satellite W3 1995, Kitzbühel            | Terra rossa | Branislav Galik     | Tomas Behrend Rene Heidbrink           | 6-2, 6-1             |
| 1. | 9 agosto 1998    | Open Castilla y León 1998, Segovia                | Cemento     | Radek Štěpánek      | Jose-Antonio Conde Ruben Fernandez-Gil | 6-3, 7-6             |
| 1. | 16 aprile 2006   | Open de Tenis Comunidad Valenciana 2006, Valencia | Terra rossa | David Škoch         | Lukáš Dlouhý Pavel Vízner              | 6-4, 6-3             |
| 2. | 11 maggio 2008   | Ostrava Open Challenger 2008, Ostrava             | Terra rossa | Serhij Stachovs'kyj | Jan Hernych Igor Zelenay               | 7–6(6), 3-6, [14-12] |
| 3. | 17 agosto 2008   | Bronx Tennis Classic 2008, Bronx                  | Cemento     | Lukáš Dlouhý        | Andreas Beck Martin Fischer            | 3-6, 6-4, [11-9]     |
| 4. | 7 settembre 2008 | Düsseldorf Open 2008, Düsseldorf                  | Terra rossa | Jan Hájek           | Lukáš Rosol Igor Zelenay               | 1-6, 6-2, [10-7]     |

#### Sconfitte in finale
| N. | Data              | Torneo                                   | Superficie       | Compagno            | Avversari in finale                  | Punteggio     |
| 1. | 7 novembre 1993   | Czech Republic Satellite W3 1993, Praga  | Sintetico indoor | David Škoch         | Branislav Galik Ján Krošlák          | 5-7, 6-7      |
| 2. | 21 maggio 1995    | Austria 1 Satellite W1 1995, Kitzbühel   | Terra rossa      | Branislav Galik     | Julian Knowle Gerald Mandl           | 1-6, 3-6      |
| 3. | 27 ottobre 1996   | Czech-Moravian Satellite W2 1996, Praga  | Sintetico indoor | Tomáš Anzari        | Petr Kovačka Milan Trněný            | 5-7, 2-6      |
| 4. | 27 ottobre 1996   | Czech-Moravian Satellite W4 1996, Praga  | Sintetico indoor | Tomáš Anzari        | Tomáš Cibulec Jiri Hobler            | 6-3, 5-7, 3-6 |
| 5. | 29 giugno 1997    | Austria 2 Satellite W1 1997, Mayrhofen   | Terra rossa      | Ota Fukárek         | Thomas Buchmayer Thomas Strengberger | 3-6, 2-6      |
| 6. | 31 agosto 1997    | Slovak Rep. Satellite W1 1997, Nitra     | Terra rossa      | Jaroslav Bulant     | Daniel Fiala Leoš Friedl             | W/O           |
| 7. | 14 dicembre 1997  | USA 7 Satellite W4 1997, Tucson          | Cemento          | Petr Pála           | Simon Aspelin Chris Groer            | 4-6, 3-6      |
| 1. | 10 febbraio 2002  | Belgrado Challenger 2002, Belgrado       | Sintetico indoor | Jaroslav Levinský   | Dušan Vemić Lovro Zovko              | W/O           |
| 8. | 5 maggio 2002     | Germany F2 Futures 2002, Esslingen       | Terra rossa      | Pavel Šnobel        | Kalle Flygt Nicklas Timfjord         | 4-6, 3-6      |
| 2. | 18 agosto 2002    | Bronx Tennis Classic 2002, Bronx         | Cemento          | Karol Beck          | Jamie Delgado Arvind Parmar          | 6(6)–7, 1-6   |
| 3. | 22 settembre 2002 | Istanbul Challenger 2002, Istanbul       | Cemento          | Noam Behr           | Aleksandar Kitinov Lovro Zovko       | 6-4, 4-6, 6-2 |
| 4. | 9 maggio 2004     | Ostrava Open Challenger, 2004, Ostrava   | Terra rossa      | Łukasz Kubot        | Tuomas Ketola Petr Pála              | 4-6, 4-6      |
| 1. | 27 febbraio 2005  | Abierto Mexicano de Tenis 2005, Acapulco | Terra rossa      | Jiří Vaněk          | David Ferrer Santiago Ventura        | 6-4, 1-6, 4-6 |
| 5. | 17 aprile 2005    | Bermuda Open 2005, Paget                 | Terra verde      | Michal Tabara       | Jordan Kerr Sebastián Prieto         | W/O           |
| 6. | 18 maggio 2008    | Zagreb Open 2008, Zagabria               | Terra rossa      | Serhij Stachovs'kyj | Ivan Dodig Júlio Silva               | 4-6, 6(1)–7   |